# Grand Prix Niemiec 2009

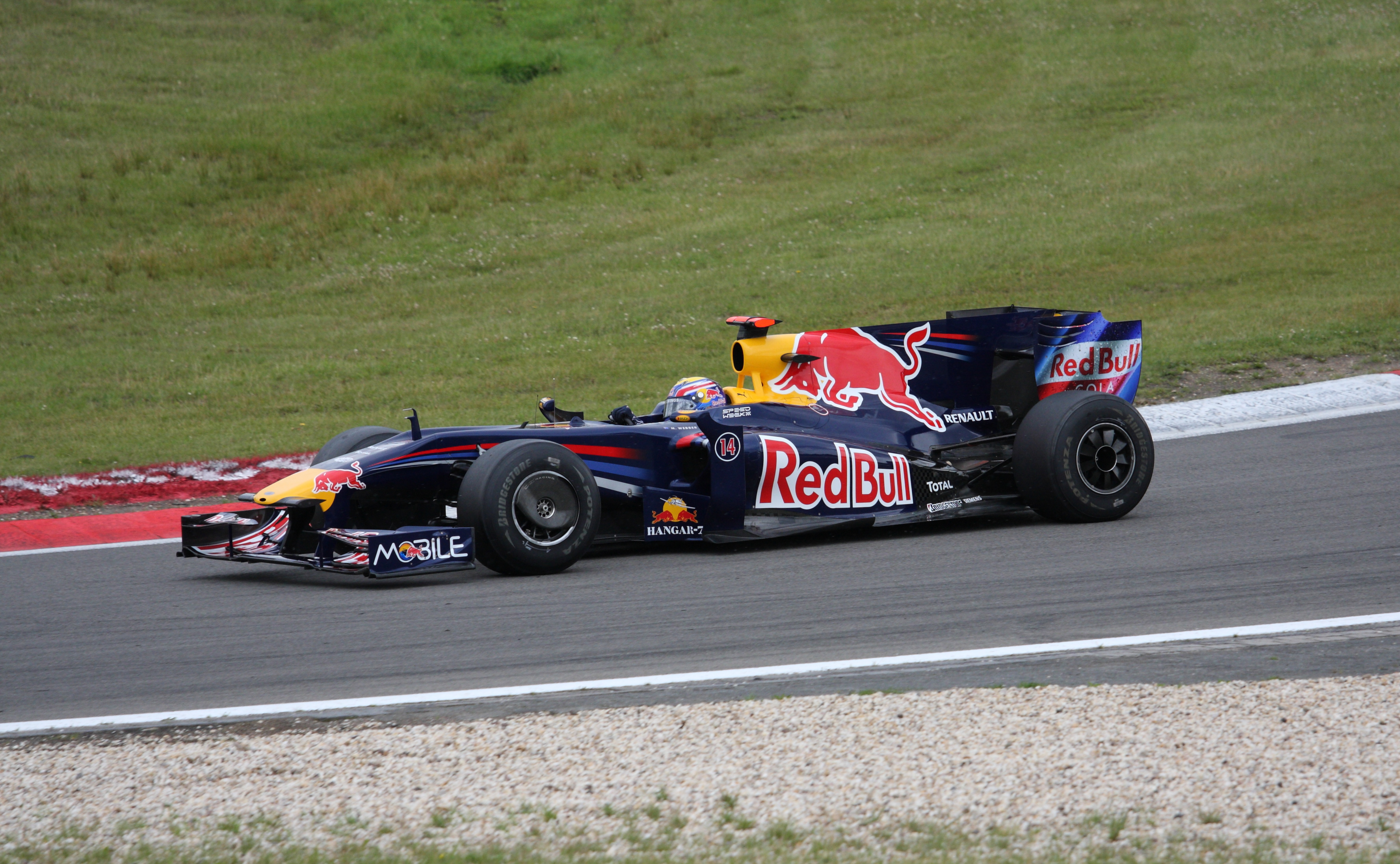
Mark Webber podczas Grand Prix Niemiec 2009

Wyniki Grand Prix Niemiec, dziewiątej rundy Mistrzostw Świata Formuły 1 w sezonie 2009.

## Wyniki

### Sesje treningowe
| Sesja | Nr | Kierowca       | Konstruktor      | Czas     | Okr. |
| ----- | -- | -------------- | ---------------- | -------- | ---- |
| 1     | 14 | Mark Webber    | Red Bull-Renault | 1:33.082 | 19   |
| 2     | 1  | Lewis Hamilton | McLaren-Mercedes | 1:32.149 | 23   |
| 3     | 1  | Lewis Hamilton | McLaren-Mercedes | 1:31.121 | 16   |

### Kwalifikacje
| Poz. | Nr | Kierowca             | Konstruktor          | Q1       | Q2       | Q3       | Poz. s. |
| --- | --- | -------------------- | -------------------- | -------- | -------- | -------- | ------- |
| 1 | 14 | Mark Webber          | Red Bull-Renault     | 1:31.257 | 1:38.038 | 1:32.230 | 1       |
| 2 | 23 | Rubens Barrichello   | Brawn-Mercedes       | 1:31.482 | 1:34.455 | 1:32.357 | 2       |
| 3 | 22 | Jenson Button        | Brawn-Mercedes       | 1:31.568 | 1:39.032 | 1:32.473 | 3       |
| 4 | 15 | Sebastian Vettel     | Red Bull-Renault     | 1:31.430 | 1:39.504 | 1:32.480 | 4       |
| 5 | 1 | Lewis Hamilton       | McLaren-Mercedes     | 1:31.473 | 1:39.149 | 1:32.616 | 5       |
| 6 | 2 | Heikki Kovalainen    | McLaren-Mercedes     | 1:31.881 | 1:40.826 | 1:33.859 | 6       |
| 7 | 20 | Adrian Sutil         | Force India-Mercedes | 1:32.015 | 1:36.740 | 1:34.316 | 7       |
| 8 | 3 | Felipe Massa         | Ferrari              | 1:31.600 | 1:41.708 | 1:34.574 | 8       |
| 9 | 4 | Kimi Räikkönen       | Ferrari              | 1:31.869 | 1:41.730 | 1:34.710 | 9       |
| 10 | 8 | Nelson Piquet Jr.    | Renault              | 1:32.128 | 1:35.737 | 1:34.803 | 10      |
| 11 | 6 | Nick Heidfeld        | BMW Sauber           | 1:31.771 | 1:42.310 | -        | 11      |
| 12 | 7 | Fernando Alonso      | Renault              | 1:31.302 | 1:42.318 | -        | 12      |
| 13 | 17 | Kazuki Nakajima      | Williams-Toyota      | 1:31.884 | 1:42.500 | -        | 13      |
| 14 | 9 | Jarno Trulli         | Toyota               | 1:31.760 | 1:42.771 | -        | 14      |
| 15 | 16 | Nico Rosberg         | Williams-Toyota      | 1:31.598 | 1:42.859 | -        | 15      |
| 16 | 5 | Robert Kubica        | BMW Sauber           | 1:32.190 | -        | -        | 16      |
| 17 | 12 | Sébastien Buemi      | Toro Rosso-Ferrari   | 1:32.251 | -        | -        | 17      |
| 18 | 21 | Giancarlo Fisichella | Force India-Mercedes | 1:33.402 | -        | -        | 18      |
| 19 | 10 | Timo Glock           | Toyota               | 1:32.423 | -        | -        | 20      |
| 20 | 11 | Sébastien Bourdais   | Toro Rosso-Ferrari   | 1:33.559 | -        | -        | 19      |
| Poz. | Nr | Kierowca             | Konstruktor          | Q1       | Q2       | Q3       | Poz. s. |
| \| Legenda \| Legenda \| \| ------------------------ \| ---------------------------------------------------------------------------------------------------------------------------------------------------------------------------------------------------------------------------------------------------------------- \| \| Poz. Nr Q1 Q2 Q3 Poz. s. \| Pozycja zajęta w sesji kwalifikacyjnej Numer startowy kierowcy Wynik uzyskany w pierwszej części kwalifikacji Wynik uzyskany w drugiej części kwalifikacji Wynik uzyskany w trzeciej części kwalifikacji Pozycja startowa po uwzględnięniu kar, przesunięć, itp. \| | |                      |                      |          |          |          |         |
| Legenda | |                      |                      |          |          |          |         |
| Poz. Nr Q1 Q2 Q3 Poz. s. | Pozycja zajęta w sesji kwalifikacyjnej Numer startowy kierowcy Wynik uzyskany w pierwszej części kwalifikacji Wynik uzyskany w drugiej części kwalifikacji Wynik uzyskany w trzeciej części kwalifikacji Pozycja startowa po uwzględnięniu kar, przesunięć, itp. |                      |                      |          |          |          |         |

### Wyścig
| P                 | + / –     | Nr | Kierowca             | Konstruktor          | Okr. | Czas / Strata | Komentarz  |
| ----------------- | --------- | -- | -------------------- | -------------------- | ---- | ------------- | ---------- |
| 1                 | Bez zmian | 14 | Mark Webber          | Red Bull-Renault     | 60   | 1h36:43.310   | [ 2 ]      |
| 2                 | 2         | 15 | Sebastian Vettel     | Red Bull-Renault     | 60   | +0:09.252     |            |
| 3                 | 5         | 3  | Felipe Massa         | Ferrari              | 60   | +0:15.906     |            |
| 4                 | 11        | 16 | Nico Rosberg         | Williams-Toyota      | 60   | +0:21.099     |            |
| 5                 | 2         | 22 | Jenson Button        | Brawn-Mercedes       | 60   | +0:23.609     |            |
| 6                 | 4         | 23 | Rubens Barrichello   | Brawn-Mercedes       | 60   | +0:24.468     |            |
| 7                 | 5         | 7  | Fernando Alonso      | Renault              | 60   | +0:24.888     |            |
| 8                 | 2         | 2  | Heikki Kovalainen    | McLaren-Mercedes     | 60   | +0:58.692     |            |
| 9                 | 11        | 10 | Timo Glock           | Toyota               | 60   | +1:01.457     |            |
| 10                | 1         | 6  | Nick Heidfeld        | BMW Sauber           | 60   | +1:01.925     |            |
| 11                | 7         | 21 | Giancarlo Fisichella | Force India-Mercedes | 60   | +1:02.327     |            |
| 12                | 1         | 17 | Kazuki Nakajima      | Williams-Toyota      | 60   | +1:02.876     |            |
| 13                | 3         | 8  | Nelson Piquet Jr.    | Renault              | 60   | +1:08.328     |            |
| 14                | 2         | 5  | Robert Kubica        | BMW Sauber           | 60   | +1:09.555     |            |
| 15                | 8         | 20 | Adrian Sutil         | Force India-Mercedes | 60   | +1:11.941     |            |
| 16                | 1         | 12 | Sébastien Buemi      | Toro Rosso-Ferrari   | 60   | +1:30.225     |            |
| 17                | 3         | 9  | Jarno Trulli         | Toyota               | 60   | +1:30.970     |            |
| 18                | 13        | 1  | Lewis Hamilton       | McLaren-Mercedes     | 59   | +1 okr.       |            |
| Niesklasyfikowani |           |    |                      |                      |      |               |            |
|                   |           | 4  | Kimi Räikkönen       | Ferrari              | 34   |               | chłodnica  |
|                   |           | 11 | Sébastien Bourdais   | Toro Rosso-Ferrari   | 18   |               | hydraulika |
| P                 | + / –     | Nr | Kierowca             | Konstruktor          | Okr. | Czas / Strata | Komentarz  |

### Najszybsze okrążenie
| Nr | Kierowca        | Konstruktor | Czas     | Okr. |
| -- | --------------- | ----------- | -------- | ---- |
| 7  | Fernando Alonso | Renault     | 1:33.365 | 49   |

## Lista startowa
| Nr | Kierowca             | Zespół                       | Samochód          | Silnik               | Opony |
| -- | -------------------- | ---------------------------- | ----------------- | -------------------- | ----- |
| 1  | Lewis Hamilton       | Vodafone McLaren Mercedes    | McLaren MP4-24    | Mercedes-Benz FO108W | B     |
| 2  | Heikki Kovalainen    | Vodafone McLaren Mercedes    | McLaren MP4-24    | Mercedes-Benz FO108W | B     |
| 3  | Felipe Massa         | Scuderia Marlboro Ferrari    | Ferrari F60       | Ferrari 056          | B     |
| 4  | Kimi Räikkönen       | Scuderia Marlboro Ferrari    | Ferrari F60       | Ferrari 056          | B     |
| 5  | Robert Kubica        | BMW Sauber F1 Team           | BMW F1.09         | BMW P86/9            | B     |
| 6  | Nick Heidfeld        | BMW Sauber F1 Team           | BMW F1.09         | BMW P86/9            | B     |
| 7  | Fernando Alonso      | ING Renault F1 Team          | Renault R29       | Renault RS27-2009    | B     |
| 8  | Nelson Piquet Jr.    | ING Renault F1 Team          | Renault R29       | Renault RS27-2009    | B     |
| 9  | Jarno Trulli         | Panasonic Toyota Racing      | Toyota TF109      | Toyota RVX-09        | B     |
| 10 | Timo Glock           | Panasonic Toyota Racing      | Toyota TF109      | Toyota RVX-09        | B     |
| 11 | Sébastien Bourdais   | Scuderia Toro Rosso          | Toro Rosso STR04  | Ferrari 056          | B     |
| 12 | Sébastien Buemi      | Scuderia Toro Rosso          | Toro Rosso STR04  | Ferrari 056          | B     |
| 14 | Mark Webber          | Red Bull Racing              | Red Bull RB5      | Renault RS27-2009    | B     |
| 15 | Sebastian Vettel     | Red Bull Racing              | Red Bull RB5      | Renault RS27-2009    | B     |
| 16 | Nico Rosberg         | AT&T WilliamsF1 Team         | Williams FW31     | Toyota RVX-09        | B     |
| 17 | Kazuki Nakajima      | AT&T WilliamsF1 Team         | Williams FW31     | Toyota RVX-09        | B     |
| 20 | Adrian Sutil         | Force India Formula One Team | Force India VJM02 | Mercedes-Benz FO108W | B     |
| 21 | Giancarlo Fisichella | Force India Formula One Team | Force India VJM02 | Mercedes-Benz FO108W | B     |
| 22 | Jenson Button        | Brawn GP Formula One Team    | Brawn BGP 001     | Mercedes-Benz FO108W | B     |
| 23 | Rubens Barrichello   | Brawn GP Formula One Team    | Brawn BGP 001     | Mercedes-Benz FO108W | B     |
| Nr | Kierowca             | Zespół                       | Samochód          | Silnik               | Opony |

## Klasyfikacja po wyścigu

### Kierowcy
| P  | +/− | Kierowca             | Starty | Punkty | P1 | P2 | P3 | PP | NO | NS |
| -- | --- | -------------------- | ------ | ------ | -- | -- | -- | -- | -- | -- |
| 1  | 0   | Jenson Button        | 9      | 68     | 6  | -  | 1  | 4  | 2  | -  |
| 2  | +1  | Sebastian Vettel     | 9      | 47     | 2  | 2  | 1  | 3  | 1  | 1  |
| 3  | +1  | Mark Webber          | 9      | 45,5   | 1  | 3  | 1  | 1  | -  | -  |
| 4  | −2  | Rubens Barrichello   | 9      | 44     | -  | 3  | 1  | -  | 2  | 1  |
| 5  | +1  | Felipe Massa         | 9      | 22     | -  | -  | 1  | -  | 1  | 2  |
| 6  | −1  | Jarno Trulli         | 9      | 21,5   | -  | -  | 2  | 1  | 1  | 2  |
| 7  | 0   | Nico Rosberg         | 9      | 20,5   | -  | -  | -  | -  | 1  | -  |
| 8  | 0   | Timo Glock           | 9      | 13     | -  | -  | 1  | -  | -  | -  |
| 9  | 0   | Fernando Alonso      | 9      | 13     | -  | -  | -  | -  | 1  | -  |
| 10 | 0   | Kimi Räikkönen       | 9      | 10     | -  | -  | 1  | -  | -  | 2  |
| 11 | 0   | Lewis Hamilton       | 9      | 9      | -  | -  | -  | -  | -  | -  |
| 12 | 0   | Nick Heidfeld        | 9      | 6      | -  | 1  | -  | -  | -  | -  |
| 13 | 0   | Heikki Kovalainen    | 9      | 5      | -  | -  | -  | -  | -  | 5  |
| 14 | 0   | Sébastien Buemi      | 9      | 3      | -  | -  | -  | -  | -  | 2  |
| 15 | 0   | Robert Kubica        | 9      | 2      | -  | -  | -  | -  | -  | 2  |
| 16 | 0   | Sébastien Bourdais   | 9      | 2      | -  | -  | -  | -  | -  | 3  |
| 17 | 0   | Giancarlo Fisichella | 9      | -      | -  | -  | -  | -  | -  | 1  |
| 18 | 0   | Adrian Sutil         | 9      | -      | -  | -  | -  | -  | -  | 1  |
| 19 | 0   | Nelson Piquet Jr.    | 9      | -      | -  | -  | -  | -  | -  | 2  |
| 20 | 0   | Kazuki Nakajima      | 9      | -      | -  | -  | -  | -  | -  | 3  |
| P  | +/− | Kierowca             | Starty | Punkty | P1 | P2 | P3 | PP | NO | NS |

### Konstruktorzy
| P  | +/− | Konstruktor          | Starty | Punkty | P1 | P2 | P3 | PP | NO | NS |
| -- | --- | -------------------- | ------ | ------ | -- | -- | -- | -- | -- | -- |
| 1  | 0   | Brawn-Mercedes       | 18     | 112    | 6  | 3  | 2  | 4  | 4  | 1  |
| 2  | 0   | Red Bull-Renault     | 18     | 92,5   | 3  | 5  | 2  | 4  | 1  | 1  |
| 3  | 0   | Toyota               | 18     | 34,5   | -  | -  | 3  | 1  | 1  | 2  |
| 4  | 0   | Ferrari              | 18     | 32     | -  | -  | 2  | -  | 1  | 4  |
| 5  | 0   | Williams-Toyota      | 18     | 20,5   | -  | -  | -  | -  | 1  | 3  |
| 6  | 0   | McLaren-Mercedes     | 18     | 14     | -  | -  | -  | -  | -  | 5  |
| 7  | 0   | Renault              | 18     | 13     | -  | -  | -  | -  | 1  | 2  |
| 8  | 0   | BMW Sauber           | 18     | 8      | -  | 1  | -  | -  | -  | 2  |
| 9  | 0   | Toro Rosso-Ferrari   | 18     | 5      | -  | -  | -  | -  | -  | 5  |
| 10 | 0   | Force India-Mercedes | 18     | -      | -  | -  | -  | -  | -  | 2  |
| P  | +/− | Konstruktor          | Starty | Punkty | P1 | P2 | P3 | PP | NO | NS |

## Prowadzenie w wyścigu
| Nr                              | Kierowca           | Okrążenia           | Suma |
| ------------------------------- | ------------------ | ------------------- | ---- |
| 14                              | Mark Webber        | 15-19, 32-43, 45-60 | 33   |
| 23                              | Rubens Barrichello | 1-14, 25-31         | 21   |
| 3                               | Felipe Massa       | 20-24               | 5    |
| 15                              | Sebastian Vettel   | 44                  | 1    |
| \| Wykres \| \| ------ \| \| \| |                    |                     |      |
| Wykres                          |                    |                     |      |
|                                 |                    |                     |      |